# سیارک ۷۴۲۱
سیارک ۷۴۲۱ (به انگلیسی: 7421 Kusaka، نامگذاری:1992HL) هفت هزار و چهارصد و بیست و یکمین سیارک کشف شده‌است که در ۳۰ آوریل ۱۹۹۲ کشف شد.